# Baunach
Baunach (fränkisch: Baunich) ist eine Stadt im oberfränkischen Landkreis Bamberg, Sitz der Verwaltungsgemeinschaft Baunach und zählt zur Metropolregion Nürnberg. Baunach hat etwa 4000 Einwohner. Bis zur Gebietsreform 1972 gehörte Baunach zum unterfränkischen Landkreis Ebern.
Die Stadt hat eine über 1000-jährige Geschichte.
Der Ortsname stammt von dem indogermanischen Wort für Fluss: „bunahu“ (wörtlich übersetzt ins Deutsche: schwellendes Wasser). In der ersten urkundlichen Erwähnung aus dem Jahr 802 lautete der Name bereits „bunaha“.

## Geographie

### Geographische Lage
Baunach nennt sich selbst die „Fränkische Drei-Flüsse-Stadt“, da es an Baunach, Lauter und Main liegt. Diese drei Flüsse liegen auch dem Wappen zugrunde, in dem ein goldener Hecht über drei Flüssen liegt. Durch das Gemeindegebiet fließt auch die Itz mit ihren umfangreichen Auen.
Einer der Hausberge, der Kraiberg (auch Greinberg genannt), gehört als südlichster Berg des Altensteiner Rhätolias-Rückens (Zeilberge) zum südwestlichen Itz-Baunach-Hügelland.
Das Gemeindegebiet liegt im oberfränkischen Teil des Naturparks Haßberge und im Fränkischen Keuper-Lias-Land. Der zweite Hausberg Baunachs ist der Stiefenberg, auf dem sich einst die Stufenburg befand.

### Nachbargemeinden
Nachbargemeinden sind (von Norden beginnend im Uhrzeigersinn): Gerach, Reckendorf, Rattelsdorf, Breitengüßbach, Kemmern, Oberhaid, Lauter, Breitbrunn und Ebelsbach (beide Landkreis Haßberge, Unterfranken).

### Gemeindegliederung
Es gibt acht Gemeindeteile (in Klammern sind der Siedlungstyp und die Einwohnerzahl per 1. Januar 2022 angegeben):
- Baunach (Hauptort, 3086)
- Daschendorf (Kirchdorf, 88)
- Dorgendorf (Kirchdorf, 360)
- Godeldorf (Dorf, 39)
- Godelhof (Weiler, 11)
- Leucherhof (Einöde, 2)
- Priegendorf (Kirchdorf, 345)
- Reckenneusig (Kirchdorf, 227)

Es gibt die Gemarkungen Appendorf (nur Gemarkungsteil 0), Baunach, Daschendorf, Daschendorfer Forst (nur Gemarkungsteil 1), Dorgendorf, Lußberger Forst (nur Gemarkungsteil 1), Priegendorf, Reckenneusig und Stiefenberg.

## Geschichte

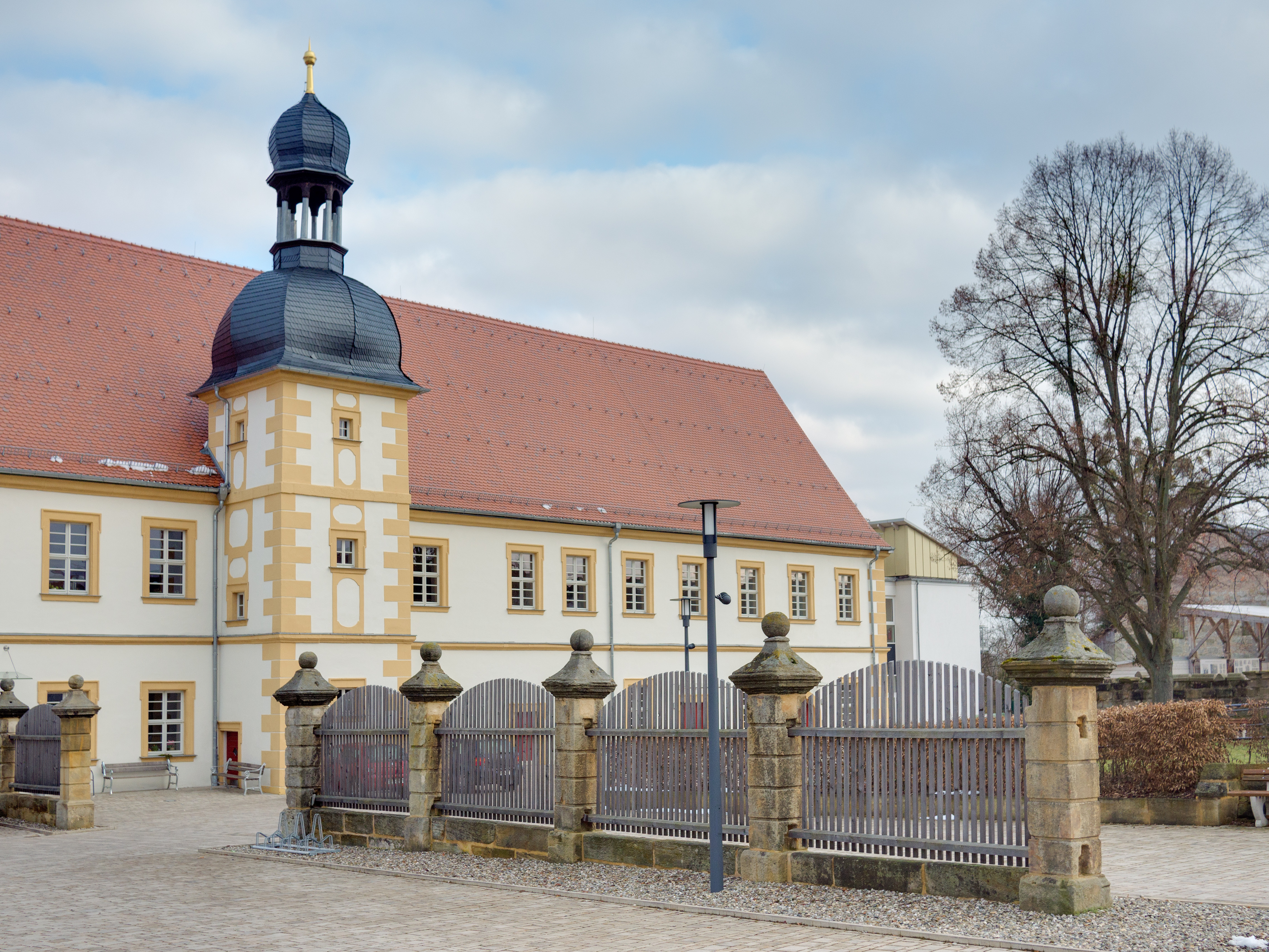
Schloss Baunach

### Bis zum 18. Jahrhundert
Die Stadt Baunach, das alte Bunaha, liegt im Bereich eines prähistorischen Siedlungsgebietes, dessen Kern der Staffelberg war. 50 Hügelgräber in den Wäldern der näheren Umgebung sowie eine Reihe von Fliehburgen aus der Hallstatt- und Latènezeit geben davon Kenntnis. Durch das Stadtgebiet führten vorgeschichtliche Fernstraßen vom Regnitzbecken nach Thüringen und in das Saalegebiet. Die Gründung von Baunach fiel in die zweite fränkische Siedlungsperiode von 650 bis 750 n. Chr. durch fränkische Grafen, die den Ort nach dem Baunachfluss benannten. Die erste urkundliche Erwähnung ist vom 4. Juli 802 nachgewiesen. Das erste Stadtrecht verlieh Kaiser Ludwig der Bayer bereits im Jahre 1328.
Der Bamberger Bischof Anton von Rotenhan verlieh mit der Urkunde vom 15. Juli 1447 dem Markt Baunach „ein sigill und panir“. Im Schild „sullen steen drey wasserfluss. Und durch dieselben drey wasserfluss soll ein gantzer hecht mit dem haupt von der einen obern ecke des schilts.... geen“. Der in einer Abschrift des 15. Jahrhunderts überlieferte Siegel- und Bannerbrief enthält keine Farbbeschreibung. Sie wurde später festgelegt. Die drei Wellenpfähle versinnbildlichen die Flüsse Baunach, Lauter und Main. Der Hecht steht für den Fischreichtum. Die Legende des Siegels lautete nach dem Siegelbrief „SIGILLUM CIVIUM IN BAWNACH.“ In einer farbigen Wappentafel, gefertigt unter Fürstbischof Johann Philipp von Gebsattel (1599–1609), wurden folgende Farben festgelegt: drei silberne Bäche auf rotem Grund, belegt von einem Hecht in Gold.
Zur damaligen Zeit war Baunach auch der Sitz der Kanzlei des Ritterkantons Baunach, der zum Fränkischen Ritterkreis gehörte. Später war es bis zur Säkularisation Obervogtamt und gehörte zum Hochstift Bamberg. Im Jahr 1727 wurde die letzte Hinrichtung in Baunach vollzogen.
Der zugehörige Gemeindeteil Daschendorf gelangte 1629 von den Herren von Lichtenstein kaufweise an die Herren von Streitberg, die das Gut mit Schloss bis 1690 besaßen.

### Seit dem 19. Jahrhundert
Seit dem Reichsdeputationshauptschluss von 1803 gehört der Ort zu Bayern. Als im Gefolge der politischen Umwälzungen zu Anfang des 19. Jahrhunderts von München aus das Gemeindewesen in Franken neu geordnet wurde, verlor Baunach sein Stadtrecht. Während der Deutschen Revolution kam es 1848 in Baunach zu judenfeindliche Ausschreitungen.
Mit Bekanntmachung vom 11. Mai 1954 des Bayerischen Staatsministeriums des Innern wurde dem Markt Baunach erneut die Bezeichnung „Stadt“ verliehen. 1946 war Baunach ein von der Landwirtschaft geprägtes Städtchen. Dieses Bild hat sich grundlegend gewandelt. In den letzten 50 Jahren entwickelte es sich zu einer modernen Kleinstadt. In Baunach wurden viele Vertriebene und Flüchtlinge aus dem Sudetenland und dem Egerland angesiedelt. Aus diesem Grunde übernahm Bamberg die Patenschaft für Baunach.
Die erste Mainbrücke, bestehend aus drei Steinpfeilern und einem hölzernen Überbau, entstand 1838/1839 beim Bau einer Chaussee von Bamberg nach Meiningen bei Mainkilometer 394 am Brückenhaussee. Im April 1945 wurde das Bauwerk gesprengt und in der Folge durch einen stählernen Behelfsüberbau ersetzt.

### Zur Geschichte des Überkum
Viktor Überkom (oder auch Überkum) gilt als Stadtpatron und ziert als Statue den Marktplatz.
Um das Jahr 1400 lebte der Legende zufolge im damaligen Marktflecken Baunach ein Mann namens Überkom. Dieser fromme Christ zeichnete sich durch viele Wallfahrten nach Santiago de Compostela aus. Er stiftete außerdem eine Kapelle, in welcher er beerdigt werden wollte. Im Jahre 1440 starb Überkum und über seinem Grab auf einem Hügel nahe dem Ort (inzwischen befindet sich dieser im Siedlungsgebiet) wurde die Magdalenenkapelle errichtet.
Nach der Legende bestimmte er, an der Stelle begraben zu werden, wo ihn seine blinden Pferde auf einer Schleife zögen. Gott sollte für ihn den Ort des Begräbnisses bestimmen. Die Baunacher hielten diesen Ort jedoch für ungeeignet und begannen mit der Errichtung einer Kapelle ein Stück weiter unterhalb. Erst als ihr Tagwerk mehrere Male nachts wieder an die genannte Stelle versetzt worden war, bauten sie auf dieser Stelle weiter.
Die Kapelle wurde aufgrund verschiedener Wunder bald ein Wallfahrtsort. Überkum wurde 1508 seliggesprochen. Das Vorhaben, Überkum heiligsprechen zu lassen, wurde in den Reformationswirren aufgegeben. Dennoch gestattete Bischof Lorenz von Bibra zu Ehren des Pilgers einen feierlichen Gottesdienst am Mittwoch nach Ostern, der bis heute in Baunach gefeiert wird.

### Entwicklung des Stadtgebiets
Nach dem Zweiten Weltkrieg wurden zahlreiche neue Baugebiete ausgewiesen. Insgesamt entstanden binnen weniger Jahrzehnte über 20 neue Siedlungen.

### Eingemeindungen
Im Zuge der Gebietsreform in Bayern wurde am 1. April 1971 ein Teil der ehemaligen Gemeinde Appendorf eingegliedert. Am 1. Juli 1971 kam die Gemeinde Daschendorf hinzu. Dorgendorf, Priegendorf und Reckenneusig folgten am 1. Januar 1972.
Bei der Auflösung des gemeindefreien Gebiets Daschendorfer Forst am 1. Januar 2001 wurden 166,61 Hektar oder knapp ein Viertel (23,7 Prozent) der Gebietsfläche nach Baunach eingegliedert. Bei der Auflösung des gemeindefreien Gebiets Lußberger Forst zum gleichen Stichtag wurden 434,13 Hektar oder 58,8 Prozent der Gebietsfläche nach Baunach eingegliedert.

### Einwohnerentwicklung
Im Zeitraum von 1988 bis 2018 wuchs die Stadt von 3219 auf 4019 um 800 Einwohner bzw. um 24,9 %.
| Jahr      | 1939 | 1950 | 1960 | 1970 | 1980 | 1990 | 1995 | 1999 | 2005 | 2010 | 2015 | 2020 | 2023 |
| --------- | ---- | ---- | ---- | ---- | ---- | ---- | ---- | ---- | ---- | ---- | ---- | ---- | ---- |
| Einwohner | 1990 | 2735 | 2712 | 2914 | 3174 | 3387 | 3698 | 3891 | 3943 | 3942 | 4005 | 3957 | 4065 |

## Religion
Laut Zensus am 9. Mai 2011 sind 74,5 % der Einwohner römisch-katholisch und 13,2 % evangelisch-lutherisch. 12,3 % der Einwohner gehören einer anderen Religion an oder sind konfessionslos.

## Dialekt
Im Stadtgebiet wird eine ostfränkische Mundart gesprochen: das Bambergische.

## Politik

### Stadtrat
Nach den Kommunalwahlen waren die 16 Sitze im Stadtrat jeweils wie folgt verteilt:
- PARTEI: 1
- SPD: 3
- CWU: 2
- CBB: 6
- CSU: 4

| Jahr | Christliche Bürgerschaft Baunach (CBB) | CSU | SPD | Christliche Wählerunion (CWU) | Die PARTEI | Junge Liste Baunach (JLB) | Gesamt |
| ---- | -------------------------------------- | --- | --- | ----------------------------- | ---------- | ------------------------- | ------ |
| 2020 | 6                                      | 4   | 3   | 2                             | 1          | –                         | 16     |
| 2014 | 6                                      | 5   | 3   | 1                             | –          | 1                         | 16     |
| 2008 | 6                                      | 5   | 4   | 1                             | –          | –                         | 16     |
| 2002 | 5                                      | 6   | 4   | 1                             | –          | –                         | 16     |
| 1996 | 3                                      | 7   | 5   | 1                             | –          | –                         | 16     |
| 1990 | 2                                      | 7   | 6   | 1                             | –          | –                         | 16     |

### Bürgermeister

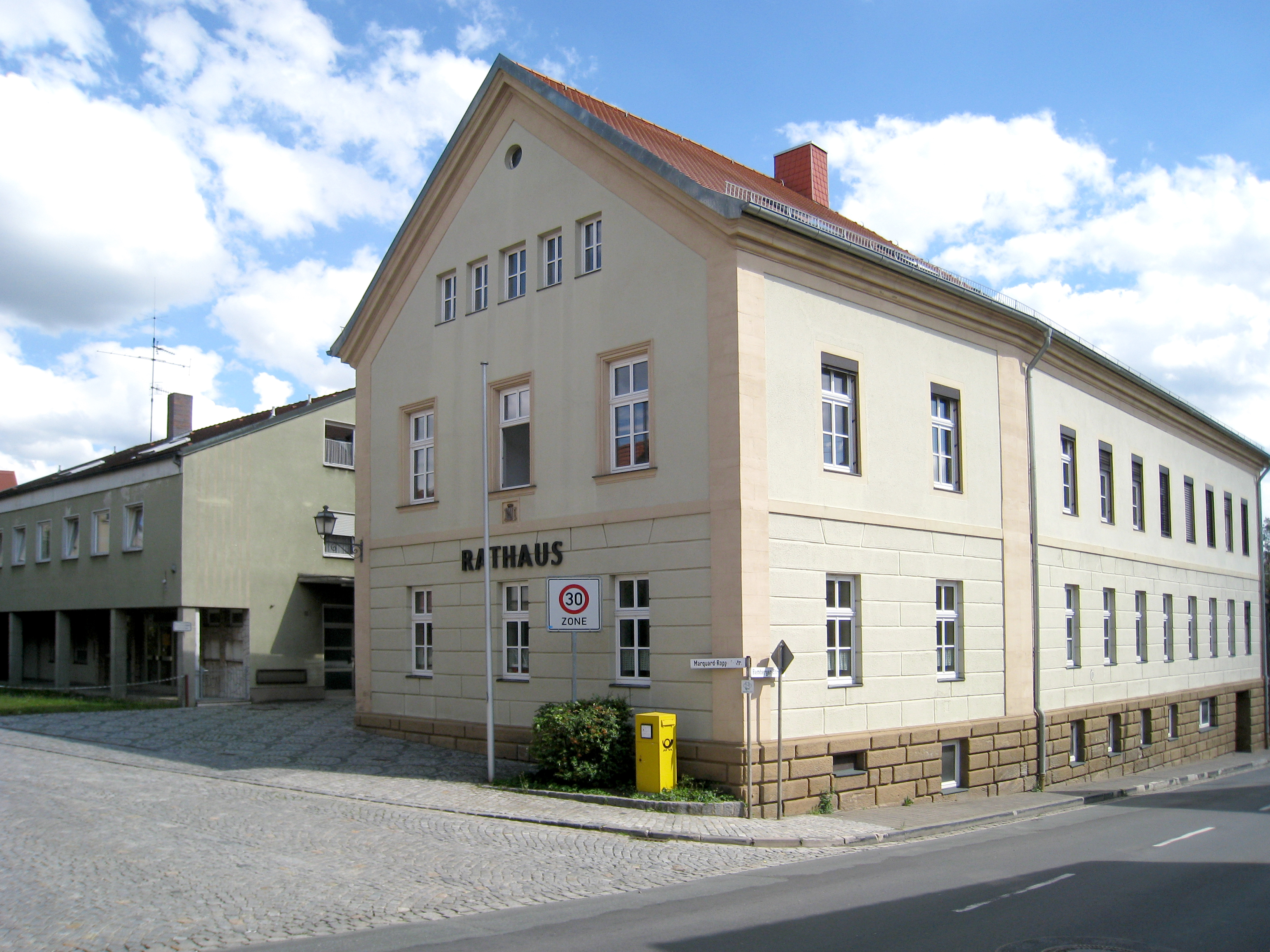
Das neue Rathaus, vormals Schule

Bei der Kommunalwahl am 15. März 2020 wurde Tobias Roppelt (CBB) zum Ersten Bürgermeister gewählt. Bei einer Wahlbeteiligung von 73,4 % erhielt dieser 52,2 % der gültigen Stimmen. Dessen Vorgänger war seit 2002 Ekkehard Hojer von der Christlichen Bürgerschaft Baunach (CBB). Er gewann 2002 mit 59 % der Stimmen gegen Reinhold Schweda (CSU), 2008 mit 85,31 % gegen Jürgen Gleußner (CSU) und 2014 gegen Andrea Weigler (CSU) und Peter Großkopf (SPD) mit 56,72 %. Hojer war Nachfolger von Georg Wild (CSU).

### Verwaltungsgemeinschaft
Baunach ist Sitz der Verwaltungsgemeinschaft Baunach, zu der auch die Gemeinden Reckendorf, Lauter und Gerach gehören.

### Städtepartnerschaft
Seit 6. Oktober 1990 ist die Stadt Bad Lausick in Sachsen Partnerstadt von Baunach. Bamberg ist Patenstadt von Baunach.

### Wappen
| | Blasonierung: „In Rot drei silberne Wellenpfähle, überdeckt mit einem schräg liegenden goldenen Fisch.“ |
| Wappenbegründung: Kaiser Ludwig der Bayer verlieh dem Ort 1328 das Stadtrecht. Der Bamberger Fürstbischofs Anton von Rotenhan (1431 bis 1459) verlieh Baunach 1447 eine Urkunde mit Siegel und Panier, die in Abschrift überliefert ist. In der Beschreibung werden allerdings keine Farben genannt. Aus dem 16. Jahrhundert ist das älteste bekannte Siegel belegt. Die erste farbige Darstellung des Baunacher Wappens stammt aus dem Jahr 1591 und ist an der Kanzel in der Margaretenkapelle überliefert, eine weitere ist aus dem Jahr 1603 belegt. In der Literatur des 19. und 20. Jahrhunderts erscheint das Feld bisweilen in Grün. In einigen Darstellungen wechselt der Fisch seine Richtung. Die drei silbernen Wellenpfähle stellen die drei Flüsse Baunach, Lauter und Itz dar. Sie fließen in Baunach, kurz vor der Einmündung in den Main, zusammen. Der Hecht steht für den Fischreichtum in diesen Gewässern. Rechtsgrundlage: Verleihung durch Fürstbischof Anton von Rotenhan (Urkunde vom 15. Juli 1447). | |

## Wirtschaft und Infrastruktur

### Schulen und Kindergärten
In Baunach besteht die Verbandsschule Baunach, die eine Grundschule und eine Mittelschule (bayerische Weiterentwicklung der Hauptschule) vereinigt. Als weiterführende Schulen gibt es in Ebern und Scheßlitz Realschulen, in Bamberg und Ebern Gymnasien. Die nächste Berufsschule befindet sich in Bamberg.

### Freiwillige Feuerwehren
In Baunach, Daschendorf, Dorgendorf, Priegendorf und Reckenneusig gibt es Freiwillige Feuerwehren. Die Freiwillige Feuerwehr Baunach ist die Stützpunktfeuerwehr des Inspektionsbereiches 2/3 des Landkreises Bamberg. Sie verfügt zurzeit über vier Einsatzkraftfahrzeuge, darunter zwei Löschfahrzeuge (ein LF 16/12 und ein HLF 10/6), einen MTW sowie einen Kommandowagen. Hinzu kommen ein Verkehrssicherungsanhänger und eine Anhängeleiter AL 16. In Dorgendorf befindet sich ein MTW, in Priegendorf ein TSF-L und in Reckenneusig ein TSF.

### Ansässige Unternehmen
Zu den größten zählen die Messingschlager GmbH & Co. KG, Seba Dynatronic ® Mess- und Ortungstechnik GmbH, Wills Ideenschmiede Sondermaschinenbau, die FGB Flüssiggas GmbH, Fritz Hegenwald GmbH sowie HSG Heizung-Sanitär-Gehring GmbH. Daneben gibt es zahlreiche mittelständische Unternehmen.
Brauereien
Auf dem Stadtgebiet gab es die 1648 gegründete Brauerei Sippel mit einem Ausstoß von etwa 350 Hektolitern pro Jahr, womit sie zu den kleinsten Brauereien der Welt zählte. Sie musste 2010 ihre Produktion einstellen. Bis 1987 gab es noch die Brauerei zum Löwen (Inhaber: Theo Schmitt) und bis 1989 das Baunacher Brauhaus/Lechnerbräu (Stufenburgbier).

### Verkehrsanbindung
Die Stadt liegt an der Bundesstraße 279 und ist ca. drei Kilometer von der Bundesautobahn A 73 entfernt. Der Bahnhof an der Bahnstrecke Breitengüßbach–Ebern wird im Stundentakt durch die Linie RB 26 bedient.

### Steuereinnahmen
Im Jahr 2020 betrugen die Gemeindesteuereinnahmen 6,843 Mio. Euro, davon waren 3,812 Mio. Euro Gewerbesteuereinnahmen (netto). Die 141 Umsatzsteuerpflichtigen erwirtschafteten 2019 ca. 231,490 Mio. Euro steuerbaren Umsatz aus Lieferungen und Dienstleistungen.

## Freizeit-Sportanlagen, Vereine
- Fußballplatz (1. FC Baunach 1911 e. V.)
- Tennisplatz (1. FC Baunach 1911 e. V., TC Baunach)
- Hallenbad (Wasserwacht Baunach)
- Turnhalle (1. FC Baunach 1911 e. V. Abteilungen Basketball und Tischtennis, Gymnastikgruppe)
- Skaterbahn
- Badesee Brückenhaussee (Wasserwacht Baunach, Anglerverein Baunach)
- Kegelbahn (SKK Baunach)
- Angelteiche (Anglerverein Baunach)
- Musikvereine: Stadtkapelle Baunach, Corso-Band, Just for Ouzo, The Elements, Gesangsvereine
- Naturvereine Obst- und Gartenbauverein, Wanderclub
- 1. FC Baunach mit einer großen Fußball- und Basketballabteilung (Baunach Young Pikes)

## Kultur und Sehenswürdigkeiten

### Museen
Das Heimatmuseum Baunach im Alten Rathaus (Schloss Schadeck) mit Zeugnissen aus der Vor- und Frühgeschichte, der Stadt- und Kirchengeschichte und dem Baunacher Vereinsleben, sowie Geräten aus der Landwirtschaft, den historischen Handwerksberufen und aus dem bürgerlichen und bäuerlichen Haushalt. Im ehemaligen Sitzungssaal des Rathauses befindet sich eine umfangreiche Sammlung des Malers und Grafikers Max Schnös.

### Bauwerke
- Historischer Marktplatz mit Fachwerkhäusern, u. a. dem Obleyhof, der 1385 erstmals urkundlich erwähnt wurde und im Besitz des Bamberger Domkapitels war. Jeweils ein Domkapitular erhielt den Hof als Obley (Zugabe); Brunnen mit Statue des seligen Überkum.
- Pfarrkirche St. Oswald, 823 durch den Würzburger Bischof Wolfger dem Heiligen Oswald geweiht, mit Turm aus dem Jahre 1244 und Chor um 1460.[24] Der barocke Hochaltar ergänzt das Ensemble. Sie ist eine der ältesten Kirchen im Landkreis Bamberg.[24] Alle drei Jahre ist zu Ostern das Heilige Grab zu sehen, das Teile der Heilsgeschichte beschreibt.[24] Eine weitere Sehenswürdigkeit in der Kirche ist die Orgel. Neben der Kirche befindet sich ein ehemaliges zweigeschossiges Beinhaus. Der spätgotische Bau war laut einer Holztafel am Gebäude von 1543 bis 1803 die Friedhofskapelle. Der Friedhof musste dem Pfarrhaus weichen. Der neue Friedhof befindet sich bei der Magdalenenkapelle.
- Spätgotische Magdalenenkapelle am Friedhof: 1401 erstmals urkundlich erwähnt, 1473 mit der Stiftung des seligen Überkum erweitert; innen befindet sich ein Hochaltar aus dem Jahre 1693 und das Grab des seligen Überkum.
- Zehntscheune; dort lagerte der Zehnt, die Naturalsteuer für das Fuldaer Tochterkloster Holzkirchen.
- Schächer, eine kleine Kapelle mit Holzkreuz aus dem Jahre 1520, steht am Weg zur ehemaligen Richtstätte.
- Altes Rathaus, genannt Schloss Schadeck, erbaut 1742 bis 1746 von Baumeister Justus Dientzenhofer; es beherbergt das Heimatmuseum.
- Reste der alten Stadtmauer mit Marienmarter um 1720
- Fürstbischöfliches Amtsschloss, auch Jagdschloss genannt, ein spätbarockes Gebäude, in den Jahren 1689 bis 1692 als „Kastenhof“ erbaut im Auftrag des Fürstbischofs von Bamberg Marquard Sebastian Schenk von Stauffenberg und später seines Nachfolgers Fürstbischof Lothar Franz von Schönborn. Architekt war Leonhard Dientzenhofer. Im Gebäude gab es Räume für die Verwaltung des zum Hochstift gehörenden Amtes Baunach, im ersten Stock Prunkräume für den Fürstbischof und seine Jagdgäste und im Dachgeschoss einen Getreidespeicher. Von 1832 bis 1870 war in dem Gebäude das Landgericht, anschließend bis 1932 das Amtsgericht untergebracht. Von 1932 bis 1939 stand das Gebäude leer. Ab 1939 beherbergte das Gebäude eine Zweigstelle der Lichtenfelser Bekleidungsfabrik Striegel und Wagner (Striwa) mit rund 150 Beschäftigten. Es wurden überwiegend Fliegermonturen hergestellt. Nach der Einnahme durch die amerikanische Armee im Zweiten Weltkrieg wurde dort ein Hauptquartier der Streitkräfte eingerichtet. Die Textilfabrik war während dieser Zeit geschlossen und nahm nach dem Abzug der Amerikaner die Arbeit wieder auf. Bis zur Schließung der Striwa im Jahr 1982 wurden Mäntel und Hosen produziert. Von 1982 bis 2008 stand das Gebäude abermals leer, bis es in Zusammenarbeit mit der Gemeinnützigen Krankenhausgesellschaft des Landkreises Bamberg mbH Seniotel nach den Plänen der Bamberger Architekten Vollmann und Postler für 8,2 Millionen Euro restauriert und in ein Seniorenzentrum mit einer Praxis für Physiotherapie ausgebaut wurde. Flussseitig wurde ein Neubau hinzugefügt. Am 1. Januar 2009 wurde das Seniotel mit 48 Pflegeplätzen eingeweiht.[25][26]
- Hölzerne Männer, ein Eichenholztor mit zwei Männern. Es stand ursprünglich vor dem gegenüberliegenden Gebäude, dem alten Kastenhof, der von 1710 bis 1803 das Gericht beherbergte. Inzwischen steht es an der Einmündung der Überkumstraße in die B 279 (Hassbergstraße).
- Jugendheim, früher Kinderbewahranstalt, erbaut 1911 als Stiftung des promovierten Tierarztes Max Schmitt, laut Gedenktafel geboren in München am 10. Januar 1864, gestorben in Baunach am 30. November 1902. Es war bis 1976 Kindergarten und wird seit der Renovierung im Jahr 1986 als Jugendheim genutzt.

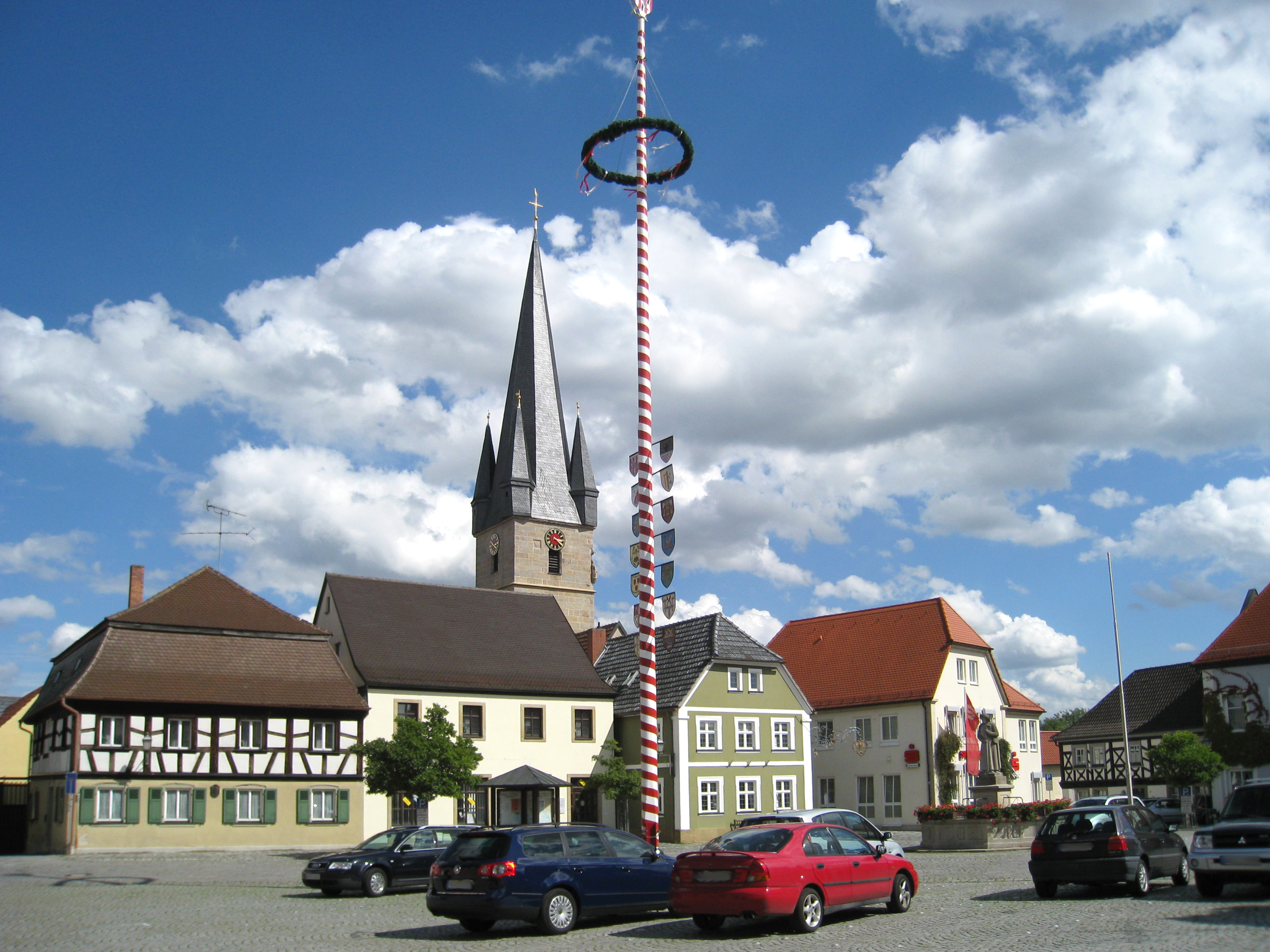
Historischer Marktplatz mit Blick auf Kirche, Maibaum und Überkum-Brunnen
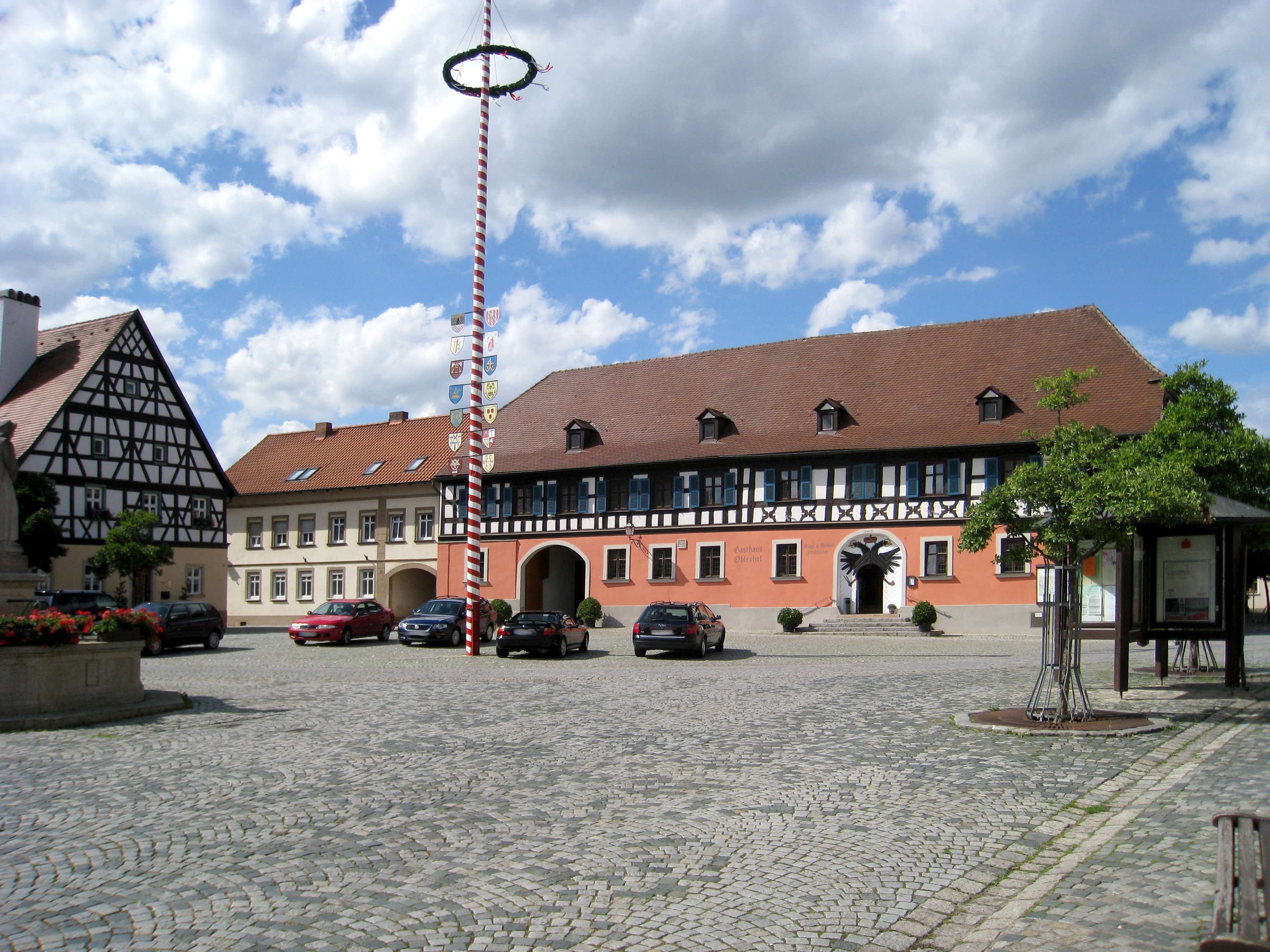
Der Marktplatz mit Blick auf den Obleyhof
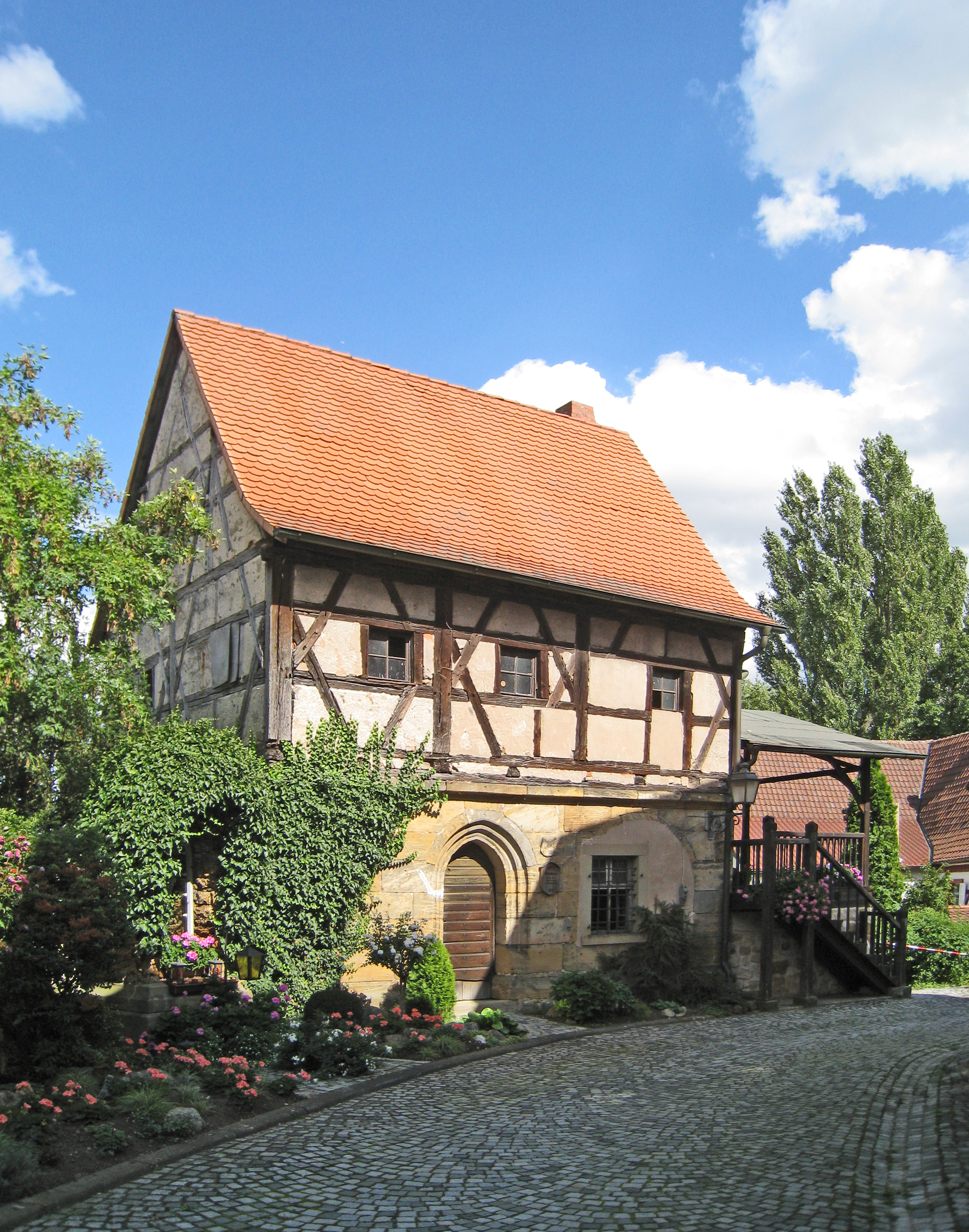
Altes Beinhaus hinter der Kirche Sankt Oswald
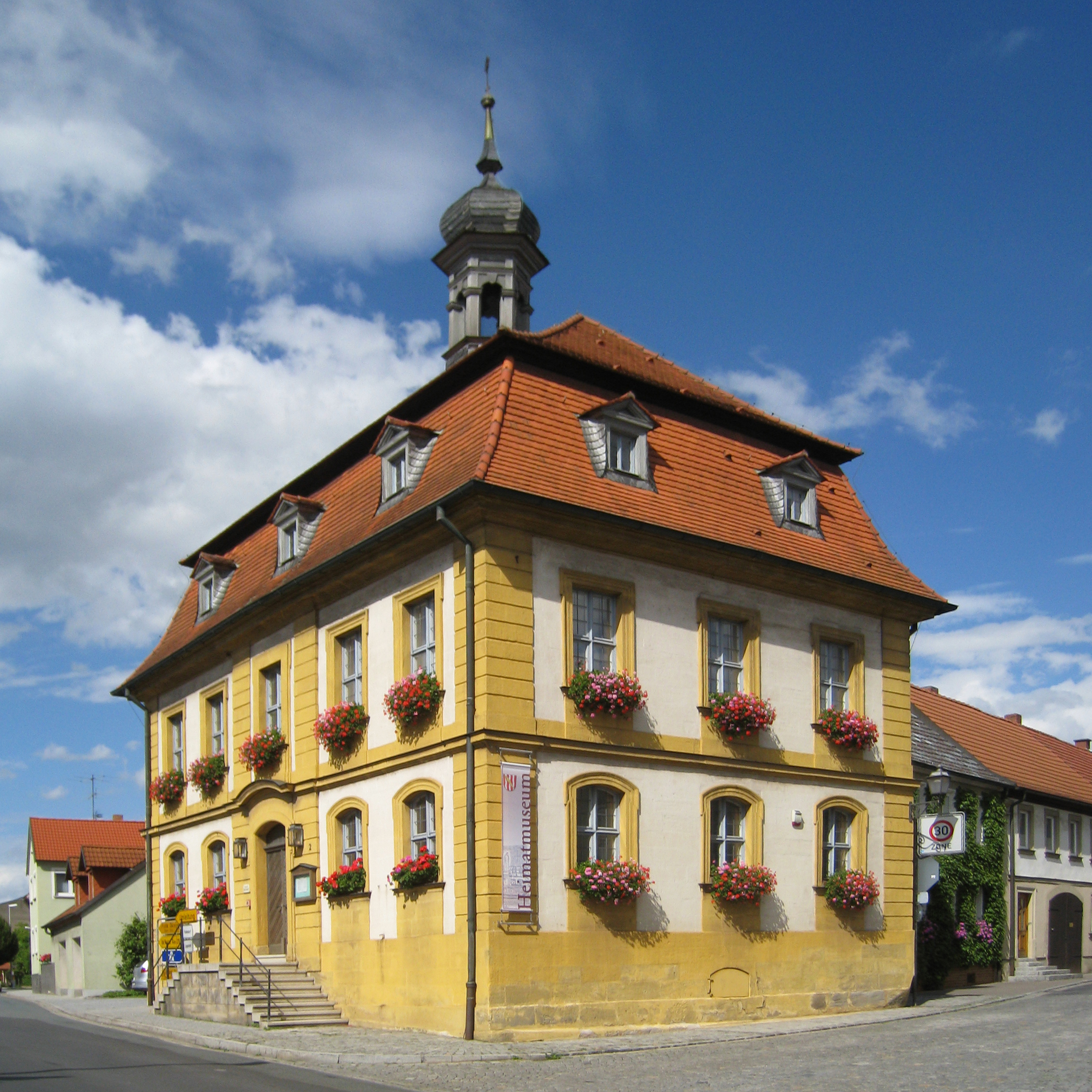
Schloss Schadeck, ehemals Rathaus, jetzt als Heimatmuseum genutzt
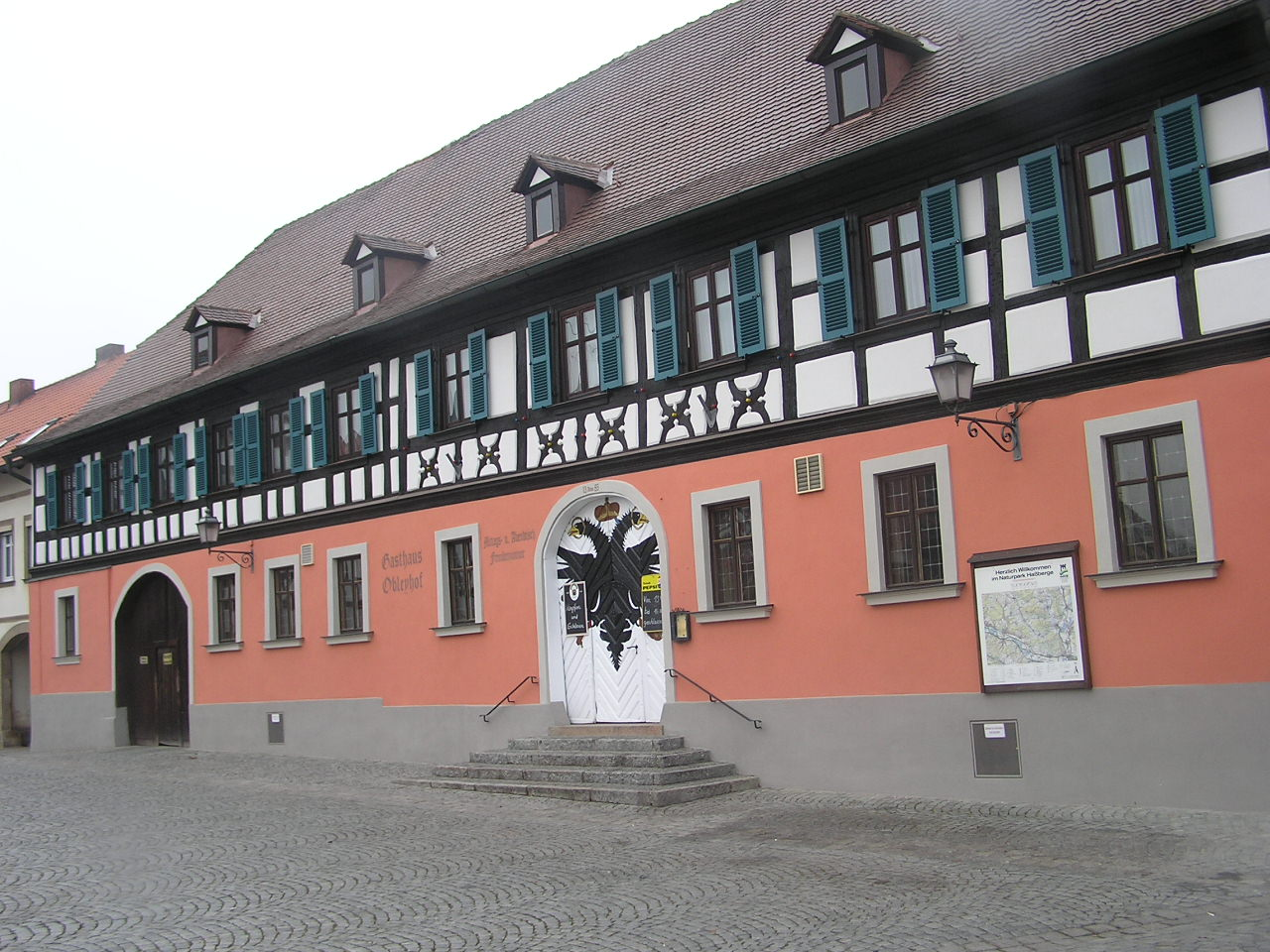
Obleyhof
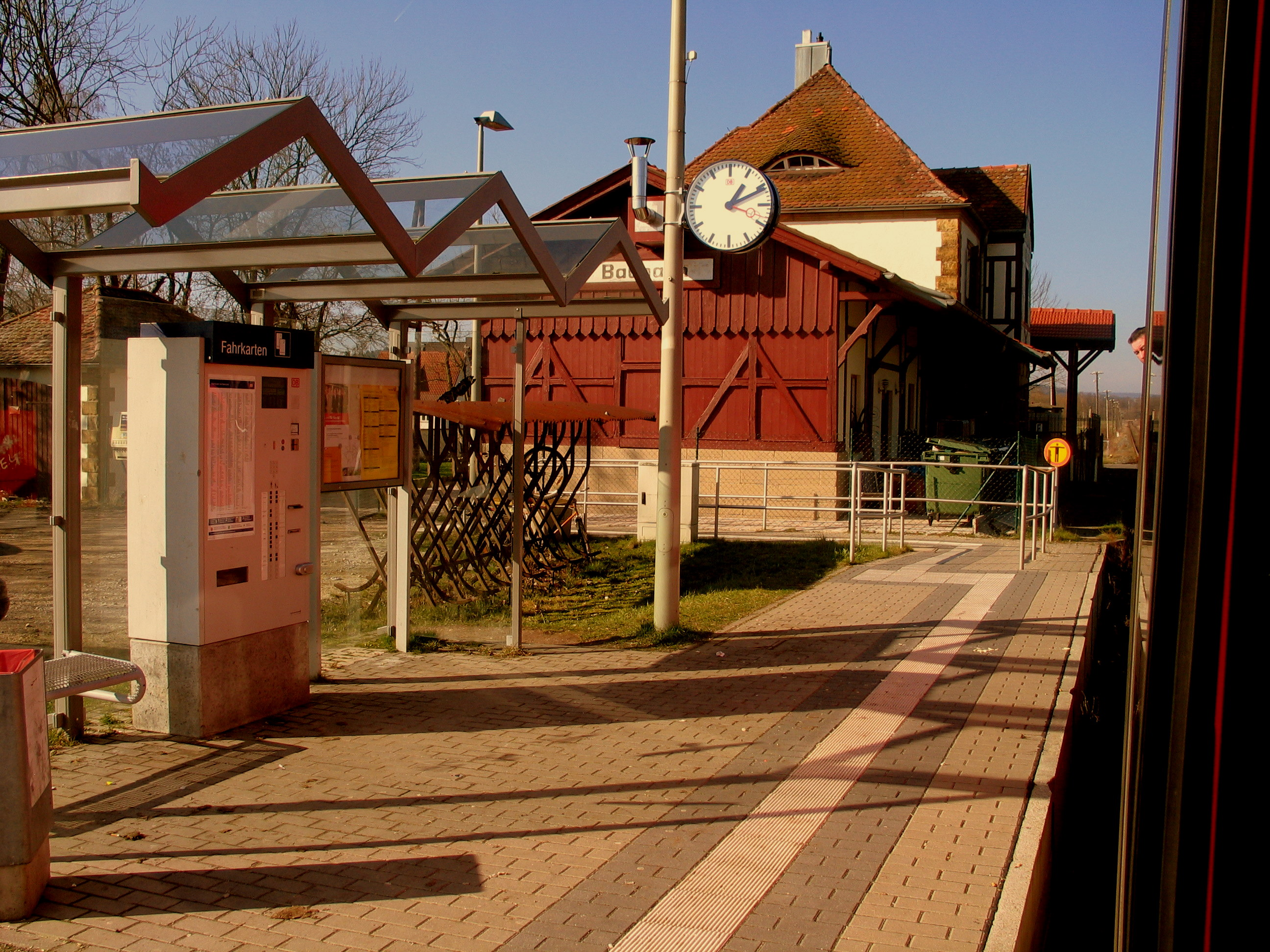
Bahnhof
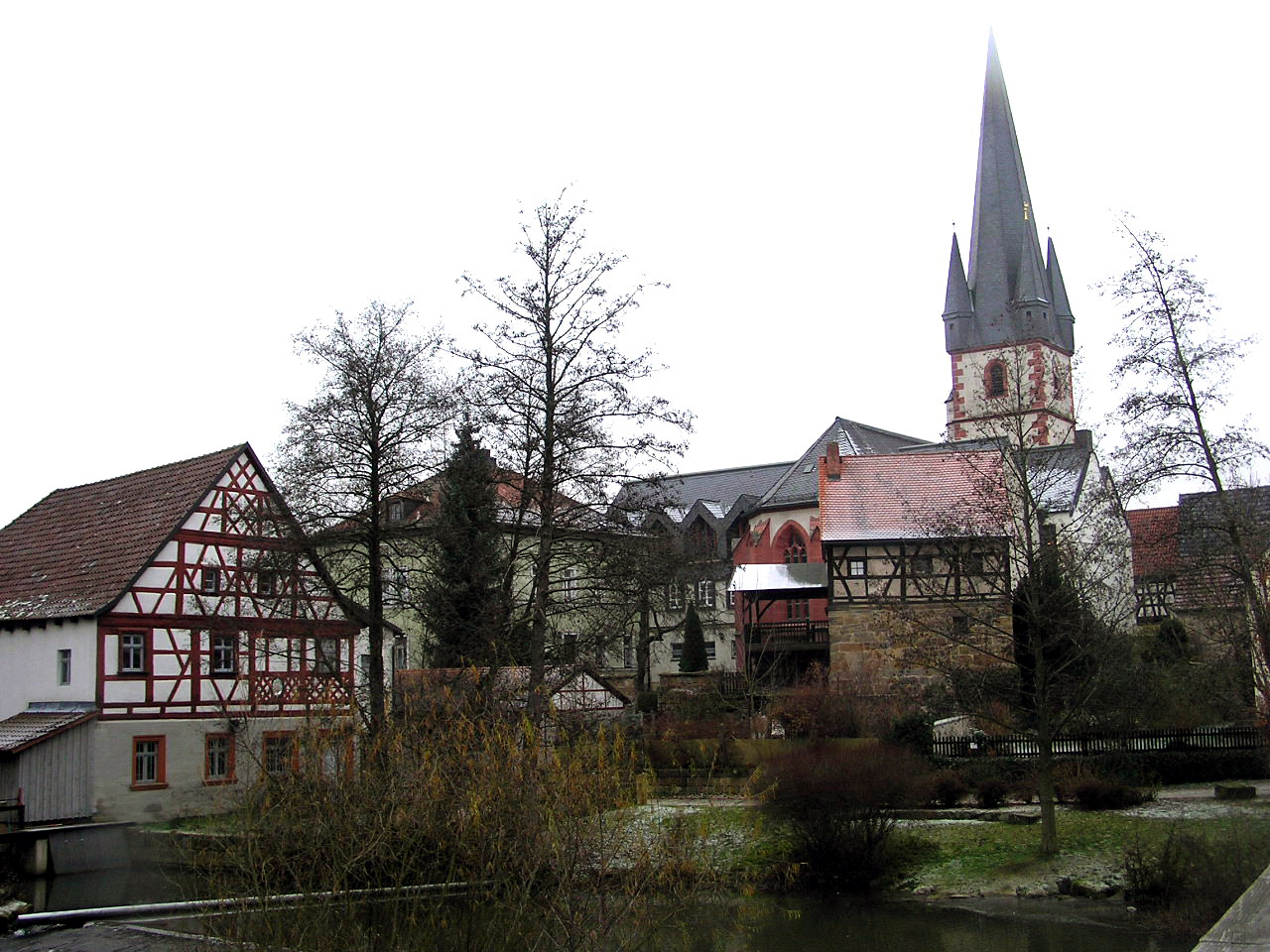
Schrepfersmühle (Tremelsmühle) und Pfarrkirche mit Beinhaus von der Baunach aus
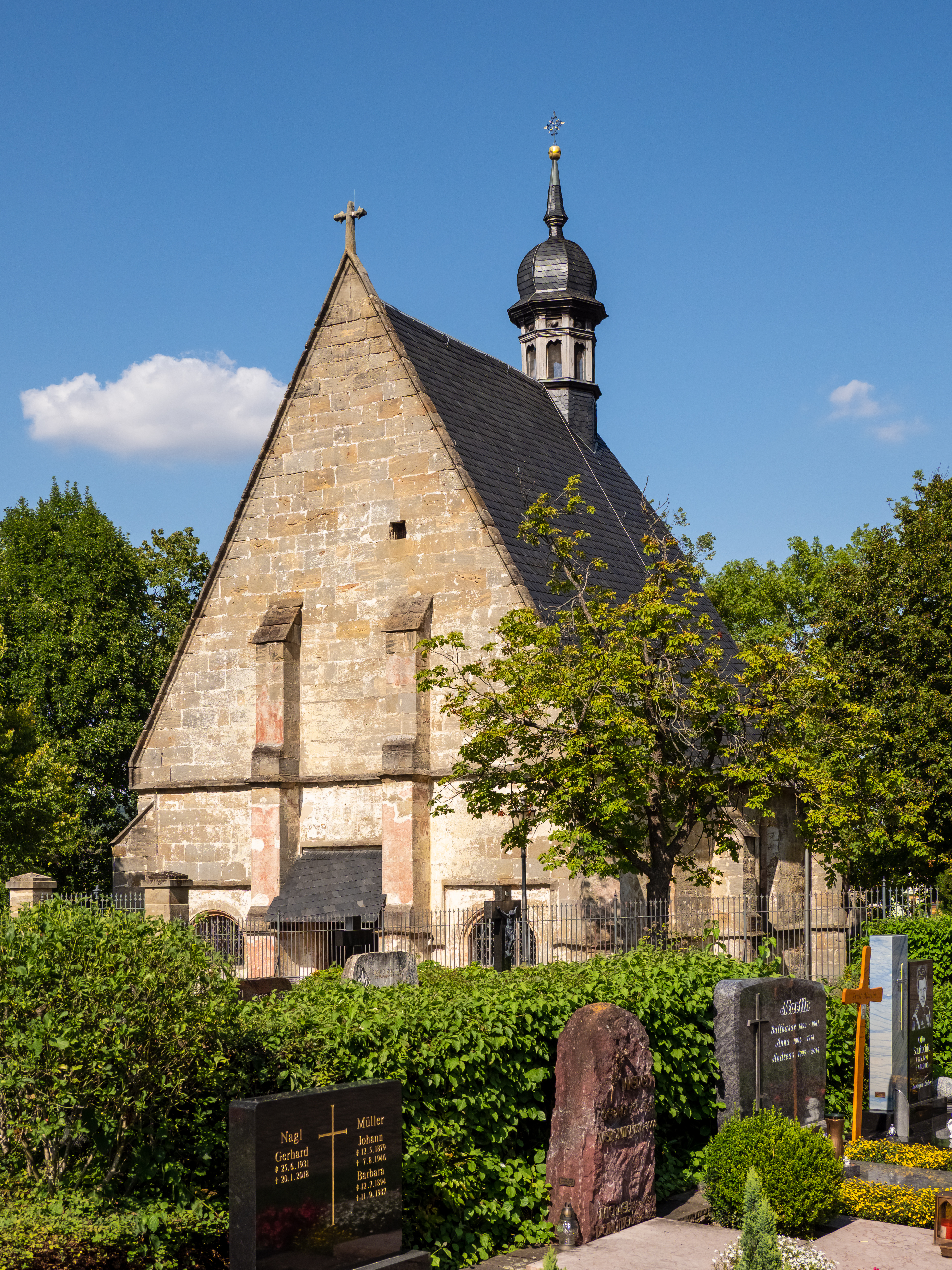
Magdalenenkapelle
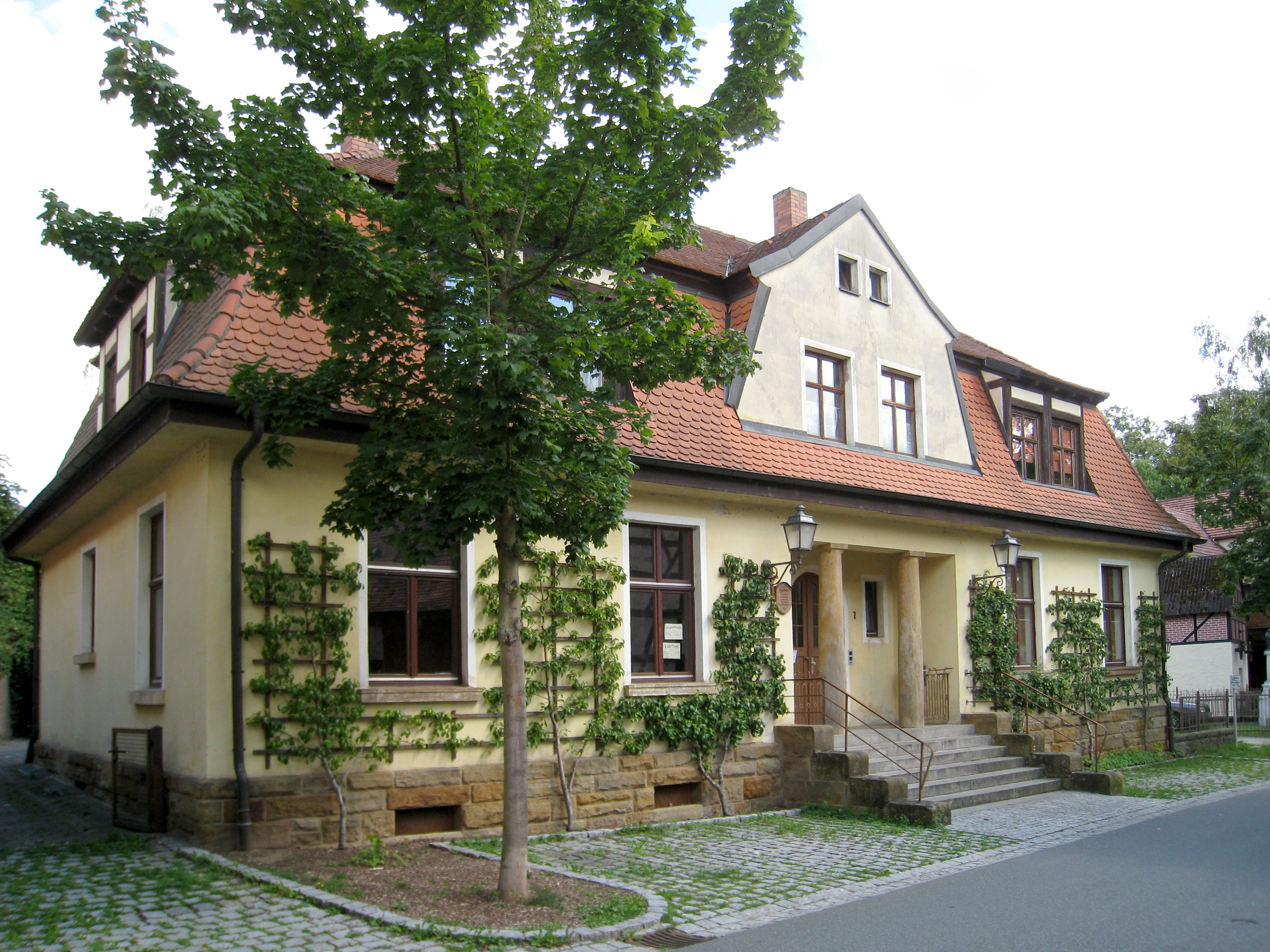
Der alte Kindergarten bzw. das Jugendheim an der Lauter
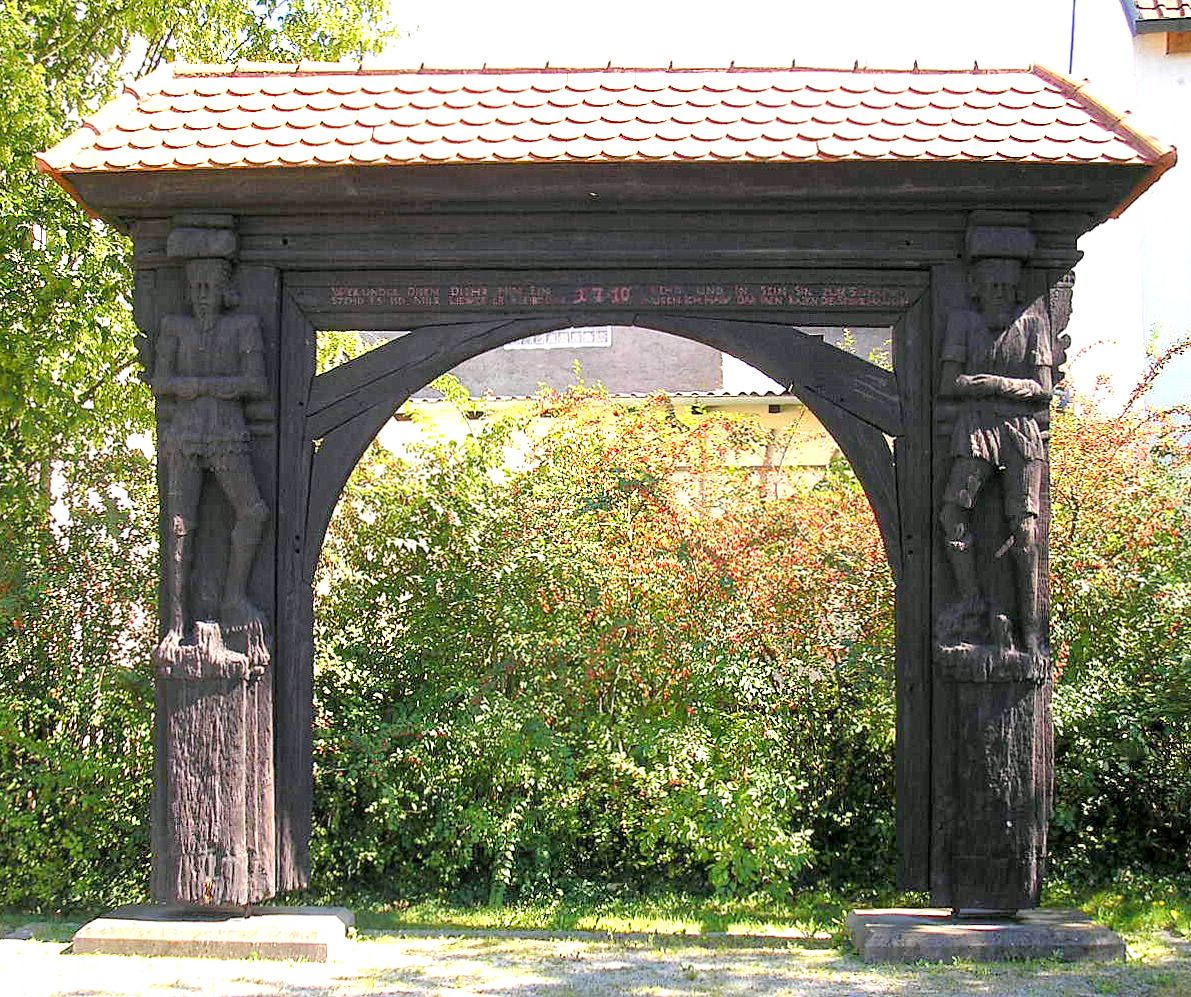
Die Hölzernen Männer. Das ehemalige Hoftor des Kastenhofes (um 1710).
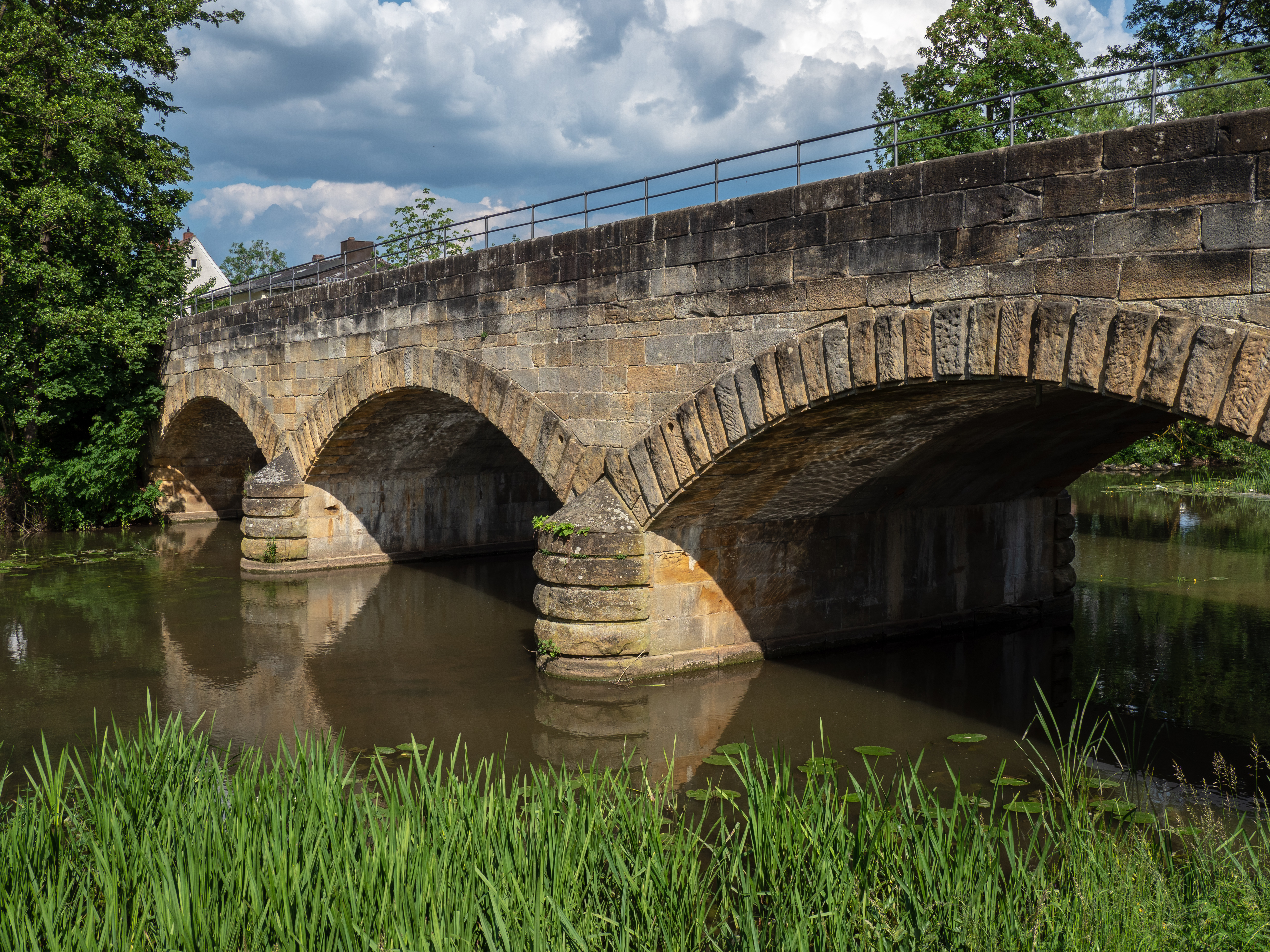
Alte Brücke über die Baunach
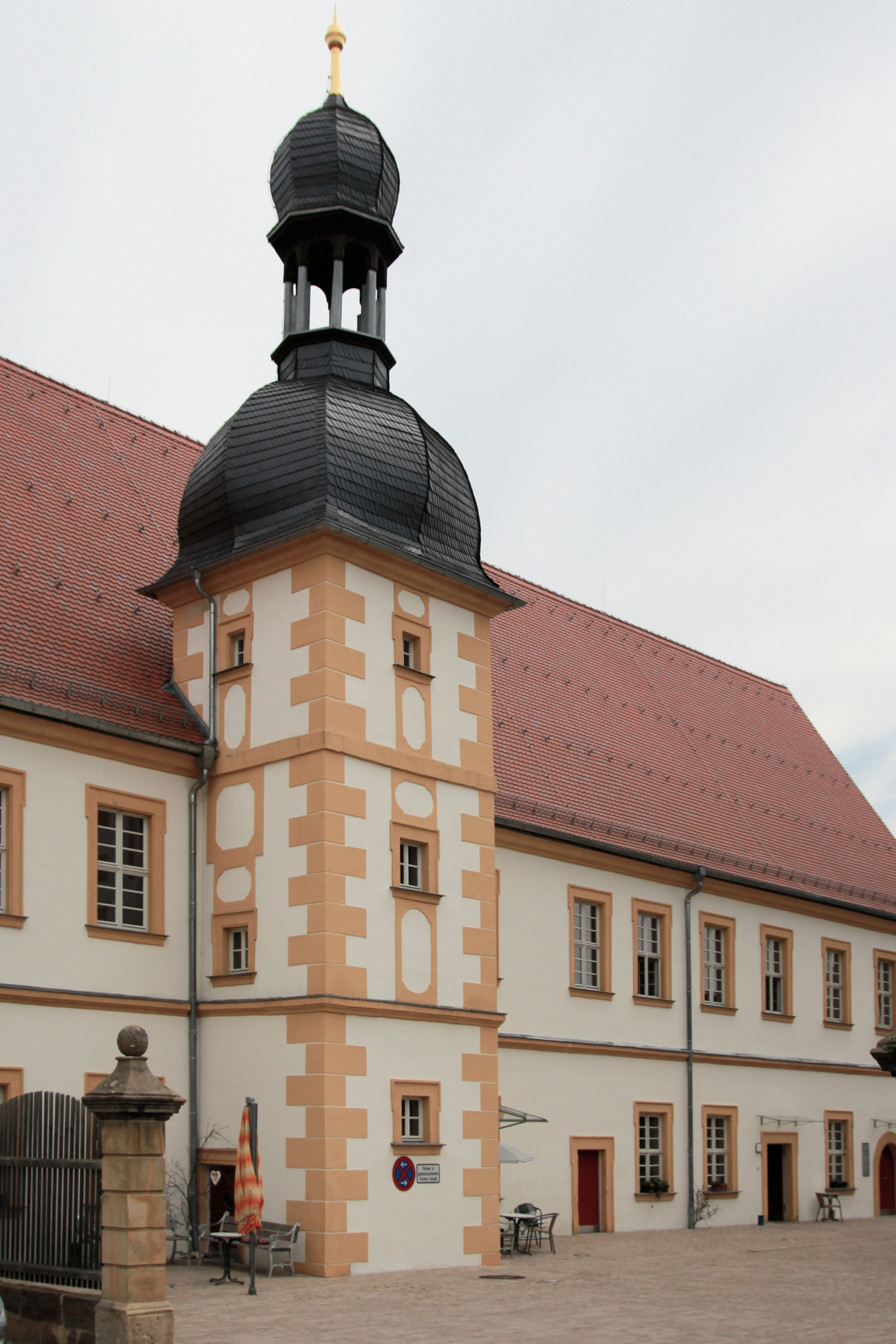
Schloss Baunach (heute Seniorenzentrum)

### Regelmäßige Veranstaltungen
Regelmäßig stattfindende Veranstaltungen sind beispielsweise die Kirchweih, das Altstadtfest, das Oktoberfest des Ortskulturrings (OKR), der Magdalenenmarkt und der Weihnachtsmarkt.

## Persönlichkeiten
- Joseph Heinrich Groß von Trockau (1766–1850), Bruder des Würzburger Bischofs Adam Friedrich Groß von Trockau, Komtur des Deutschen Ordens, Hofrat und Kammerherr im Hochstift Bamberg; wirkte als Bamberger Oberamtmann in Baunach.